# Белиз
Белиз (на английски: Belize, до 1973 г. Британски Хондурас), е държава в Централна Америка. Наименованието Белиз е утвърдено от руски език, но правилното произношение и правопис на названието на страната е Белийз.
Официалният език в страната е английският, което я прави единствената англоговоряща държава в Централна Америка.

## География

### Физическа и икономическа география
Северната част на Белиз се състои предимно от равни, заблатени крайбрежни терени, на места обрасли с гъсти гори. Флората е изключително разнообразна, като се вземе предвид малката площ на страната. Южната част се състои от ниска планинска верига,, наречена Майа, с най-висока точка връх Виктория 1124 m. Карибският бряг с дължина 485 km е обграден от коралови рифове и около 450 острова и малки островчета, познати на местните хора като „кийс“ (cayes), образуващи дългия около 322 km Белизийски бариерен риф, най-дългият в Западното полукълбо и вторият по големина в света след Големия бариерен риф. Три от четирите коралови острова в Западното полукълбо също се намират на това място. Белиз също е и единствената централноамериканска страна, която няма излаз на Тихия океан.
На север Белиз граничи с Мексико (дължина на границата 259 km), като по цялото си протежение тя преминава по река Рио Ондо, а на запад и юг – с Гватемала (253 km, границата между двете страни не е маркирана). Дължината на белиз от север на юг е около 280 km, а максималната ширина – до 105 km.
Крайни точки:
- крайна северна точка – 18°29′44″ с. ш. 88°24′07″ з. д. / 18.495556° с. ш. 88.401944° з. д., десен бряг на река Рио ондо, на границата с Мексико.
- крайна южна точка – 15°53′09″ с. ш. 89°13′21″ з. д. / 15.885833° с. ш. 89.2225° з. д., ляв бряг на река Сарстън, на границата с Гватемала.
- крайна западна точка – 15°53′46″ с. ш. 89°13′39″ з. д. / 15.896111° с. ш. 89.2275° з. д., ляв бряг на река Сарстън, на границата с Гватемала.
- крайна източна точка – 17°27′50″ с. ш. 87°29′11″ з. д. / 17.463889° с. ш. 87.486389° з. д., малко островче в рифа Лайдхаус, в Карибско море.

Климатът е тропичен, пасатен и обикновено много горещ и влажен. Средните месечни температури са от 25 до 27°С. Дъждовният сезон продължава от юни до ноември с годишна сума на валежите около 2000 mm/m², а ураганите и наводненията са често срещани природни стихии тук. Най-големите реки в Белиз са: река Белиз (290 km) и Рио Ондо (150 km) по границата с Мексико.
Савана, храстова част и мочурлива местност съставляват основната част от земята. Като резултат от това, разнообразието на биологични видове в Белиз е много богато и разнообразно, като те са и водни и сухоземни. Около 37% от територията на страната е резерват. Според най-скорошното изследване на растителността около 60% от територията на Белиз е обрасла с постоянно влажни тропични гори с ценни видове дървета (каучуково, махагоново и др.), развити върху червено-жълти латеритни (предимно фералитни) почви. 20% са земите, използвана от хората (за земеделие и жилища). Обичайната храна в страната е растителната: царевица, боб, зеленчуци. Белиз е специализирана в производството на захарна тръстика, цитрусови плодове, какао и банани. По крайбрежието е добре развит риболовът - основно лов на морски охлюви, раци и скариди.

### Градове
- Белиз Сити, най-голям град.
- Белмопан (столица)
- Дангрига
- Пунта Горда

## История
- ХV век – територията влиза в състава на империята на маите;
- 1502 г. – открита от Христофор Колумб;
- 1638 г. – английско проникване по крайбрежието;
- 1798 г. – неуспешен опит на испанците да изтласкат англичаните;
- 1840 г. – страната получава името Британски Хондурас;
- 1862 г. – територията на Белиз е обявена за колония на Великобритания;
- 1964 г. – получава вътрешно самоуправление;
- 1973 г. – връща се названието Белиз;
- 21 септември 1981 г. – провъзгласен за независима държава;
- 1991 г. – призната за независима и от Гватемала;
- 1994 г. – британските власти окончателно напускат Белиз.

В Белиз през XVI век пристигат първите испански конкистадори, които по-късно почти напълно унищожават цивилизацията на маите. Самите испанци обаче са смятали Белиз за затънтено място и са го използвали най-вече за добив на „кампеш“. Въпреки че са били господари на Белиз, испанците не са я управлявали. Липсата на ефективна и силна власт в малката държава и безопасния риф край бреговете и са привличали през XVII век английските и шотландските пирати. Когато в началото на XVIII век пиратството е обявено за незаконно и заловените корсари са били заплашени от бесилка, много от тях се установяват в Белиз и започват да работят в дърводобива. Към края на XVIII век Великобритания завзема Белиз и я присъединява към своите колонии, като разгромява Великата испанска армада, властвала дотогава в Тихия океан.
През 1862 г., докато САЩ е разкъсвана от Гражданската война и не може да наложи така наречената Доктрина "Монро", според която Западното полукълбо не може да бъде колонизирано, Великобритания вписва Белиз като колония на Британски Хондурас.
След края на Втората световна война икономиката на карибската държава е много слаба, появяват се идеите за независимост и отделяне от Британската империя. Радетелите за независимост успяват донякъде да реализират желанието си през 1962 г., когато се създава смесено правителство. Започва оформянето и на демократичните политически партии и институции. През 1965 г. правителството решава да построи новата столица Белмопан.
Истинската независимост на Белиз става реалност през 1981 г., когато Британски Хондурас официално признава страната за отделен член на Британската империя. Сега държавата е конституционна монархия. Саид Муса е премиер на държавата от 1998 г. до 2008 г., като основно правителството се занимава с укрепване на икономиката. От 2008 г. насам премиер е Дин Бароу.

## Държавно устройство
Държавното устройство на Белиз е основано на принципите на парламентарната демокрация от Уестминстърската система. Страната е монархия, държавният глава е монархът на Великобритания, представен от генерал-губернатор. Белиз е член на Общността на нациите.
Законодателната власт принадлежи на двукамерно Национално събрание. Горната камара е сенатът на Белиз (12 члена, назначавани за 5-годишен срок от генерал-губернатора по препоръка на лидера на управляващата партия, лидера на опозицията, религиозни и обществени организации). Долната камера е палатата на представителите (31 депутати, избирани от населението).
Изпълнителната власт се осъществява от правителство, оглавявано от премиер-министър. Такъв става лидерът на партията, получила мнозинство на парламентарните избори, провеждани на всеки 5 години. Другите министри се избират от партията, които има мнозинство в парламента.

## Население и административно деление
Белиз е най-рядко населената страна в Централна Америка. Около 75% от населението са потомци на африкански роби, маи, европейски заселници и на смесени бракове между тях (мулати, метиси, креоли).
Белиз е разделен на 6 окръга, които съставляват 31 избирателни колегии (избирателни района). 6-те окръга са:
1. Белиз - окръжният център е Белийз сити, най-големият град в страната, където живее около 20% от населението й. Там са най-голямото пристанище и международното летище на страната.
2. Кайо - в него се намира столицата Белмопан, при вливането на река Белийз в река Мопан.
3. Коросал,
4. Ориндж Уолк,
5. Стан Крийк
6. Толедо.